# Somatochlora calverti
Somatochlora calverti là một loài chuồn chuồn ngô thuộc họ Corduliidae. Nó là loài đặc hữu của Hoa Kỳ. Các môi trường sống tự nhiên của chúng là sông và đầm lầy.